# Greguss Pál (biofizikus)
Greguss Pál (Budapest, 1921. június 9. – Budapest, 2003. február 26.) egyetemi tanár, NASA-díjas biofizikus, vegyész, hologramkutató, művész és feltaláló, a panoramikus gyűrűs lencse – PAL-optika feltalálója.

## Élete, pályafutása
Tudós családból származott, apja, id. Greguss Pál, a szegedi egyetem rektora, Kossuth-díjas botanikus, Szent-Györgyi Albert barátja volt. Az ifjabbik Greguss diákként gyakran látogatta a Nobel-díjas tudós laboratóriumát, ott hallott először az ultrahangról. Kiskorától érdeklődött a természet iránt, de felfigyelt az élővilágban felismerhető fizikai folyamatokra is. Leleményességére jellemző, hogy ultrahanggal fotózott a fény számára áthatolhatatlan anyagok belsejében lévő hibákat, zárványokat. Az ultrahangot gerjesztő generátort lelőtt repülőgépek alkatrészeiből ő barkácsolta.
Egyetemi tanulmányait Szegeden és a Budapesti Műszaki Egyetemen végezte, 1943-ban vegyész, 1944-ben természettan-vegytan szakos középiskolai tanári oklevelet szerzett, 1951-ben a Szegedi Tudományegyetemen doktorált. Ezután az Eötvös Loránd Tudományegyetem tanársegéde, a Magyar Tudományos Akadémia Központi Fizikai Kutatóintézetének tudományos főmunkatársa lett.
1962-ben az Amerikai Akusztikai Társaságban mutatta be ultrahang holokameráját, majd Londonban összebarátkozott a nála sokkal idősebb Gábor Dénessel, a holográfia atyjával, akivel tartós tudományos együttműködést alakított ki.
Az ultrahangterek láthatóvá tételére alkalmas szonokémiai reakciók láthatóvá tételén dolgozott és 1965-re sikerült az első ultrahang hologramot megalkotnia.
1966–67-ben tudományos tanácsadó az indiai Durgápurban, a Central Mechanical Research Institute-ban. Közben sem hagyott fel a hologram elv kiterjesztésével a biológiai jelminta-feldolgozást leíró modellekre, való foglalkozással. 1968-ban Philadelphiában egy szemészkongresszuson számolt be az ultrahang holográfia alapján kialakított szemészeti diagnosztikai elképzeléseiről, ennek köszönhette a vendégprofesszori meghívást a New York Medical College szemészeti tanszékére.
1969-től a Darmstadti Műszaki Főiskola vendégprofesszora volt.

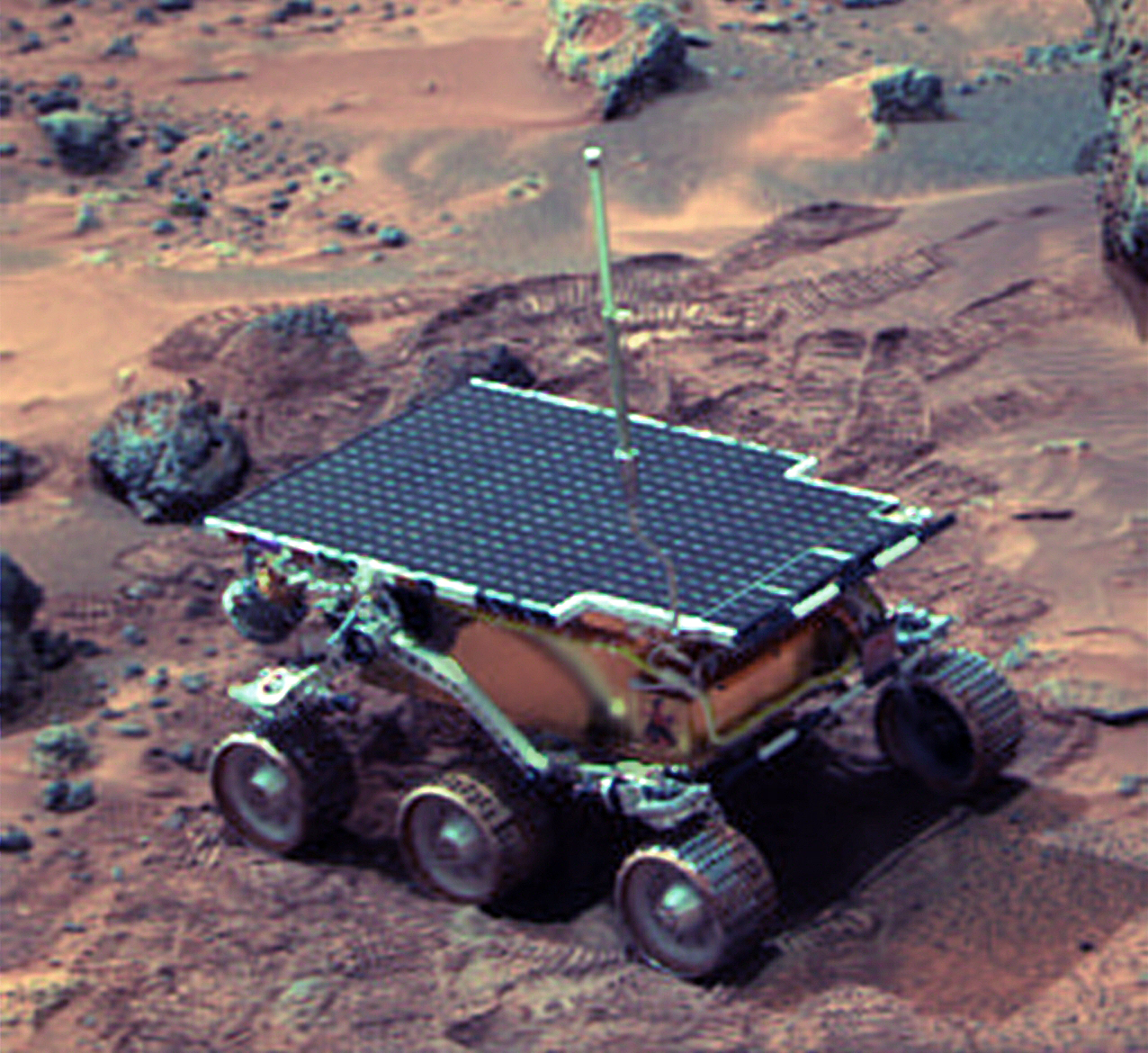
Sojourner (Jövevény) nevű Mars-jármű, az első marsautó a Mars felszínén

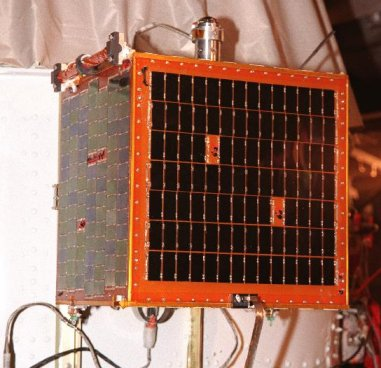
SEDSat-1 a Delta-7326 második fokozatán. A mikroműhold felső oldalán látható a kinyúló PAL-optika

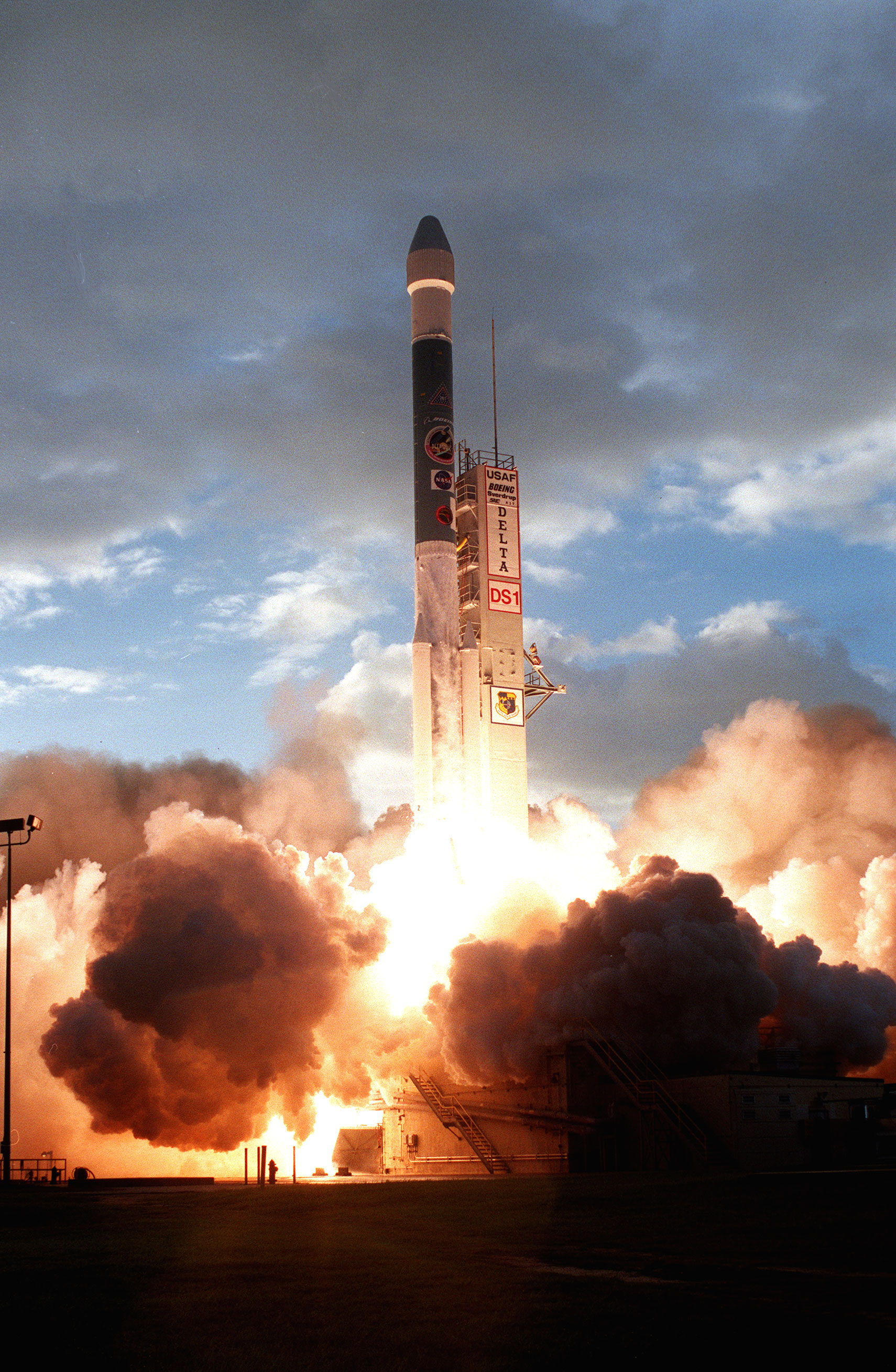
1998. október 24-én a Deep Space 1 űrszondát és a SEDSat-1 mikroműholdat hordozó Delta-7326 rakéta indítása. A SEDSat-1 et a második fokozat állította föld körüli pályára

Hazatérve 1976-ban alapítója a Budapesti Műszaki Egyetem Alkalmazott Biofizikai Laboratóriumának majd tíz éven át igazgatójaként, majd a BME Finommechanikai-Optikai Intézet tudományos tanácsadójaként dolgozott 1989-es nyugdíjba vonulásáig. Tudományos tanácsadóként segítette az Országos Sugárbiológiai és Sugáregészségügyi Kutató Intézet és a BME Gépgyártástechnológia tanszék munkáját, és ő hozta létre az OPTOPAL Panoramikus Méréstechnikai Szolgálatot.
A holográfia kutatójaként ötletes multiplex hologramokat készített, bemutatókon nagy sikert arattak lebegő, megvilágított figurái. Számítógépes csúcstechnológiával sikerült koponyaröntgen felvételeket holografikus eljárással szemléltetnie, 1990-ben a Szent Koronáról készített körüljárható multiplex hologramot, amelyet először a Magyar Nemzeti Múzeumban mutattak be.
Bejczy Antallal és Pavlics Ferenccel, az Egyesült Államokban élő magyar származású tudósokkal együttműködve Greguss Pál is részt vett a legmodernebb űrtechnikák kidolgozásában. Az ő nevéhez fűződik a humanoid látómodul, amelynek lelke az általa kifejlesztett úgynevezett PAL-optika: ez egy 360 fokos látószögű lencse, amely az emberi szemhez hasonlóan a perifériás látványból ki tudja emelni azt a részletet, amelyiket éppen akarja. (A körbelátó lencse ötlete már fiatalon felmerült benne, amikor azon töprengett: miképp hatott volna az emberiség fejlődésére, ha látásunk 360 fokos...) Találmánya űrkutatási hasznosításával 1984-ben kezdtek el foglalkozni az Egyesült Államokban, a feltalálót 1989-ben NASA-díjjal jutalmazták.
A lencsét először fánklencsének (Panoramic Doughnut Lens, PDL) nevezte el, az amerikaiak javasolták, hogy hívják inkább gyűrűs lencsének, vagyis Panoramic Annular Lensnek, mert ennek angol rövidítése, a PAL az ő keresztneve is. Ezt a lencsét építették be a Nyomkereső (Pathfinder) nevű Mars-szonda Jövevény (Sojourner) nevű kisautójába, amely 1997. július 6-án gördült le a vörös bolygó felszínére.
Greguss Pál részt vett a távoli aszteroidák kutatását szolgáló Deep Space amerikai űrprogram első egységének 1998. október 24-i fellövésén. Az ionhajtóművel ellátott, 40 cm átmérőjű "repülő laboratórium" 12 műszerének egyike Greguss PAL-optikán alapuló és azt tartalmazó PALADS helymeghatározó műszere volt, a SEDSAT-1 mikroműholdban. A körben látó lencsét az űrtechnikán kívül a műholdak betájolásánál, ásványokat átvilágításánál is használják. 
- 1989-ben NASA-díjjal,
- 1996-ban Genius feltalálói Oscar-díjjal,
- 1998-ban Genius feltalálói olimpiai aranyéremmel,
- 1999-ben Jedlik Ányos-díjjal tüntették ki.

Öt könyvet, több könyvfejezetet és mintegy 350 tudományos közleményt írt.
21 szabadalom bejegyzője.
Eljárásait az Európai Űrügynökség (ESA) többek közt a Mars-kutató berendezéseken is alkalmazza.
Új művészeti irányzatot is kezdeményezett; a láthatóvá tett ultrahangokkal készített ultrahang-grafikát, melyet szonárgraffitinek nevezett el.
A Pentagon is támogatta kutatásait a European Office of Aerospace Research and Development (EOARD) és Ballistic Missile Defense Organization (BMDO) szervezeteken keresztül.
A művészet, a tudomány és a felfedezés iránti szenvedély hajtotta életművének megalkotásában.
Budapesten 2003. február 26-án, tragikus "baleset" (a tömeg sodorta le 6-os villamosról, esetleg támadás áldozata lett?) után hunyt el.
Az egyik tudományos publikációja 2000-ből: http://home.mit.bme.hu/~kollar/IMEKO-procfiles-for-web/congresses/WC-16th-Wien-2000/Papers/Topic%2002/Greguss.PDF
A SEDSAT-1 aktuális helyzete föld körüli pályán: https://www.n2yo.com/satellite/?s=25509